# Жолобниця
Жоло́бниця — річка в Україні, в Овруцькому й Олевському районах Житомирської області. Ліва притока Болотниці (басейн Прип'яті).

## Опис
Довжина річки 23 км, похил річки 0,83 м/км. Площа басейну 98,7 км².

## Розташування
Бере початок з болота Жалобниця на заході від села Селезівка. Тече в болотистій місцевості Поліського природного заповідника. Впадає в річку Болотниця, праву притоку Уборті.

## Риби Жолобниці
У річці водиться багато видів риб, найпоширенішими з яких є плітка звичайна, бистрянка звичайна, верховодка звичайна та пічкур звичайний.